# Jean Roudaut
Pour les articles homonymes, voir Roudaut.
Œuvres principales
- Michel Butor ou le livre futur (1964)
- Ce qui nous revient (1980)
- Une ombre au tableau (1988)
- Les Villes imaginaires dans la littérature française (1990)
- Louis-René des Forêts (1995)
- Dans le temps (1999)

Jean Roudaut est un professeur, critique et écrivain français, né à Morlaix le 1er juin 1929. Agrégé de lettres, il a été professeur de littérature française. Il a enseigné, entre autres, aux universités de Salonique, de Pise, de Fribourg (Suisse). Il collabore régulièrement à la revue, puis à la collection Théodore Balmoral.

## Biographie
Jean Roudaut est né à Morlaix le 1er juin 1929. Agrégé de lettres modernes, il enseigne comme lecteur de français à l’Université de Salonique (1956), puis à Pise (1963), avant d’être nommé professeur ordinaire de littérature française moderne et contemporaine à l’Université de Fribourg (1974-1991). Depuis 1991, il vit entre Paris et la Bretagne. Auteur d'un des premiers livres sur Michel Butor (Michel Butor ou le livre futur, 1964), Jean Roudaut s'est imposé comme un spécialiste des rapports entre littérature et peinture (Une ombre au tableau, 1988, Le Bien des aveugles, 1992). Il a également publié des ouvrages de référence sur les villes imaginaires dans la littérature française (Les douze portes, 1990) et sur Louis-René des Forêts (1995).

## Théorie littéraire
Écrivain et critique proche du Nouveau Roman (Nathalie Sarraute, Samuel Beckett), Jean Roudaut est un des meilleurs spécialistes de Michel Butor et de Robert Pinget. Son intérêt pour la littérature contemporaine (Julien Gracq, René Char, Henri Thomas, Louis-René des Forêts, Georges Perros, Jacques Réda) ne le détourne pas de l'histoire des idées et de la critique thématique, à la façon de l'Ecole de Genève (Jean Starobinski). C'est ainsi que Roudaut a étudié dans ses essais certains thèmes dans la littérature française : le thème de la peinture, le thème des villes imaginaires, le thème des bibliothèques, le thème du rêve. Son enseignement à l'Université de Fribourg a porté essentiellement sur la littérature française moderne et contemporaine (XIXe et XXe siècles). Longtemps collaborateur du Magazine littéraire, Jean Roudaut a publié de nombreux articles de critique littéraire dans différentes revues (Les Cahiers du Sud, Critique, Mercure de France, Les Cahiers du chemin, Le Magazine littéraire, La Nouvelle Revue Française, Le Nouveau Recueil, Théodore Balmoral). 

## Études
- Jean Roudaut / Réda, Jacques... [et al.]. - Genève, La Revue de Belles-Lettres, 1991, n⁰ 3/4 (Actes du Colloque "Ecrire, Ordonner", Université de Fribourg, 31 mai / 1er juin 1991)
- Adrien Pasquali, « Une terre céleste. Sur l’oeuvre de Jean Roudaut », Critique, 48 : 536-537 (1992), p. 81‑95.
- Jacques Réda, « Tombes et résurrection : Jean Roudaut », dans Autoportraits, Saint-Clément-de-Rivière, Fata Morgana, 2010, p. 139‑146.
- Bibliographie de Jean Roudaut, par Michel Dousse, BCU Fribourg, 2025, dans Fri-Memoria.